# موسى الترجمي
موسى الترجمي (مواليد 8 فبراير 1991) هو لاعب كرة قدم سعودي يلعب حاليًا في نادي خيبر.

## مسيرة اللاعب
كانت بداياته مع نادي الرائد و لعب بعدها مع نادي أحد ونادي هجر ونادي الأنصار والنادي العربي ونادي الوشم ونادي الذهب ونادي خيبر.